# Ivan Guzow
Ivan Guzow (ros. Иван Гузов; ur. 28 sierpnia 1985) – białoruski zapaśnik walczący w stylu klasycznym. Zajął 23 miejsce na mistrzostwach świata w 2010. Ósmy na mistrzostwach Europy w 2008. Ósmy w Pucharze Świata w 2011 roku.